# Enneacanthus
Enneacanthus is een geslacht van zoetwatervissen uit de familie van de zonnebaarzen (Centrarchidae) en de orde Perciformes.  De geslachtsnaam Enneacanthus is afgeleid van het Griekse  εννέα (negen) en άκανθα (doorn).

## Kenmerken
Er zijn drie soorten; de gemiddelde lengte van deze vissoorten is ongeveer 10 cm.

## Verspreiding en leefgebied
De soorten komen voor in Noord-Amerika in het zoete water van meren, plassen en riviermondingen in de kuststreken aan de Atlantische Oceaan en de Golf van Mexico.

Deze vissoorten zijn ook gewild als aquariumvis.

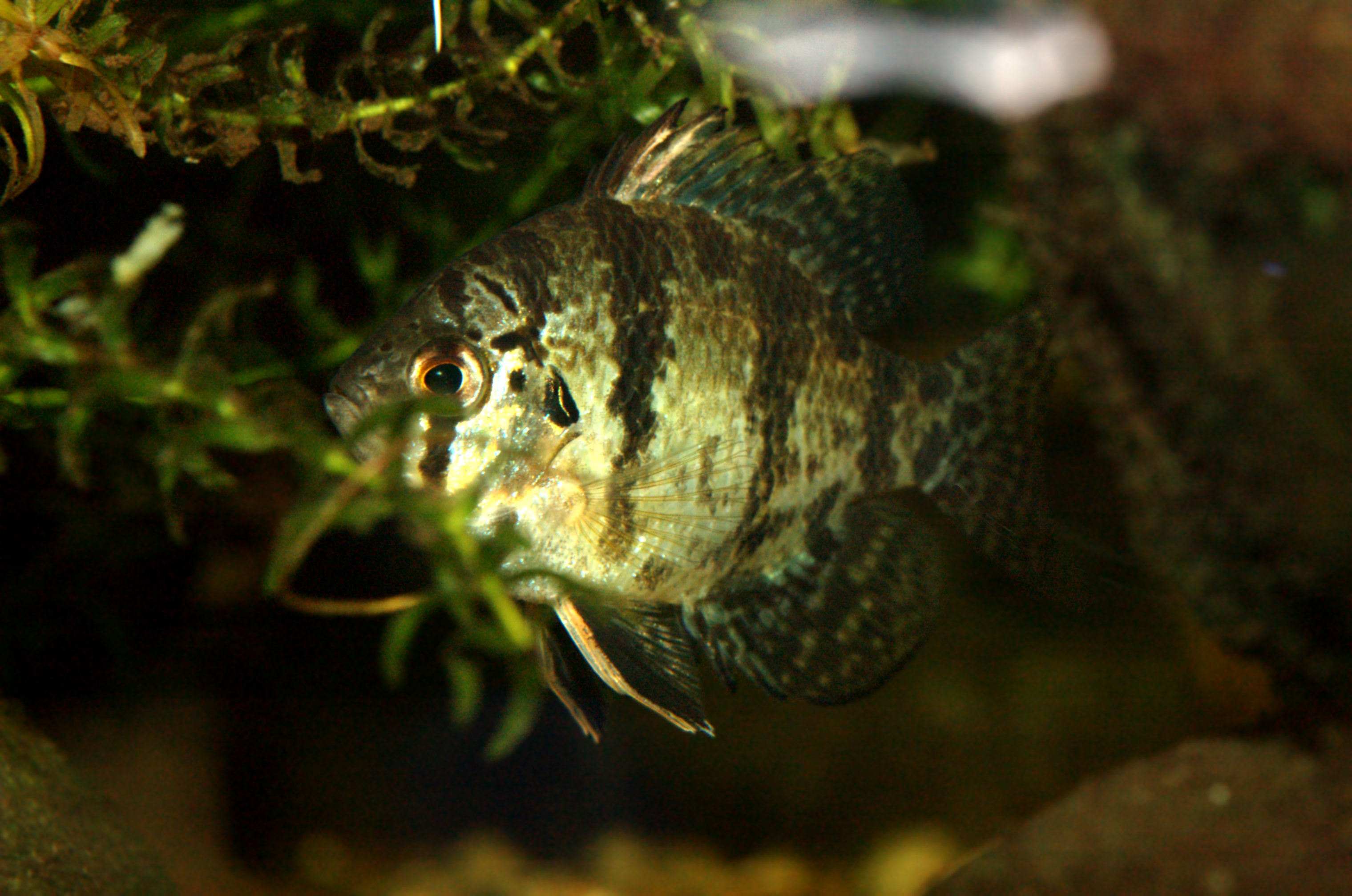
E. chaetodon
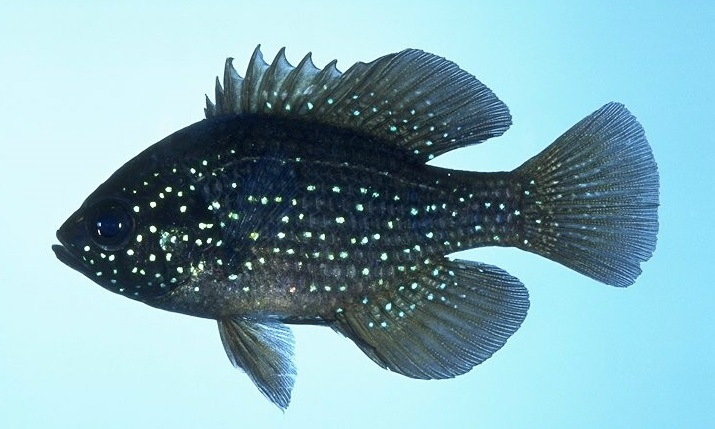
E. gloriosus
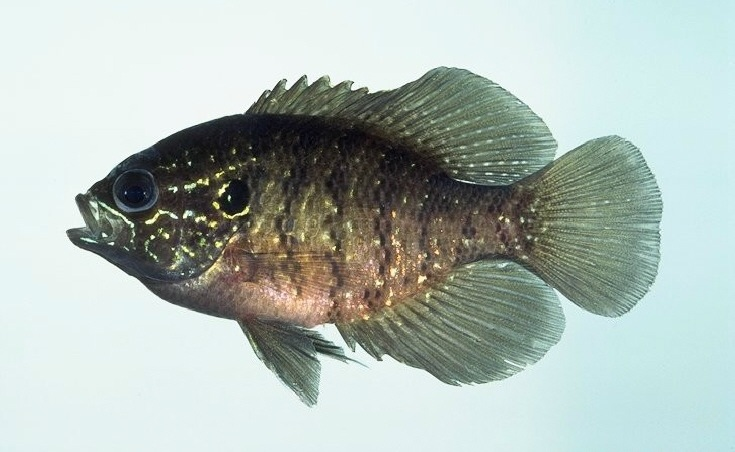
E. obesus

## Soortenlijst[1]
- Enneacanthus chaetodon (Baird, 1855)
- Enneacanthus gloriosus (Holbrook, 1855)
- Enneacanthus obesus (Girard, 1854)